# Чепмен, Билли
Уи́льям Че́пмен (англ. William Chapman; 21 сентября 1902 — 2 декабря 1967), более известный как Би́лли Че́мпен (англ. Billy Chapman) — английский футболист, выступавший на позиции правофлангового нападающего.

## Футбольная карьера
Родился в Мертоне, Дарем. В мае 1924 года стал игроком «Шеффилд Уэнсдей», но за основной состав сыграл лишь 4 матча в 1924 году. В мае 1926 года был продан в «Манчестер Юнайтед» за 250 фунтов. Дебютировал в основе «Юнайтед» 18 августа 1926 года в матче Первого дивизиона против «Бернли». Выступал за клуб на протяжении двух сезонов, сыграв в общей сложности 26 матчей (все — в рамках чемпионата). В июне 1928 года был продан в «Уотфорд», где провёл следующие шесть сезонов, сыграв в общей сложности 232 матча и забив 10 голов.